# Halle (Morsbach)
Halle ist ein Ortsteil von Morsbach im Oberbergischen Kreis im südlichen Nordrhein-Westfalen innerhalb des Regierungsbezirks Köln.

## Lage und Beschreibung
In ländlicher, waldreicher Umgebung liegt Halle am südlichsten Zipfel des Oberbergischen Kreises. Größere Städte in der Umgebung sind Gummersbach (38 km), Siegen (32 km) sowie Köln (75 km).
Benachbarte Ortsteile sind Korseifen im Norden, Kappenstein im Südosten, Ellingen im Südwesten und Oberwarnsbach im Süden.

## Geschichte
1573 wurde der Ort das erste Mal im Satz „Hermann Muller in der Hallen, bergischer Kirchenknecht zu Morsbach, wird mehrfach als Zeuge bei einem Prozeß vor dem Reichskammergericht genannt.“ urkundlich erwähnt.
Die Schreibweise der Erstnennung war In der Hallen.